# Yuquanlu
Yuquanlu (in cinese: 玉泉路站S, Yùquánlù zhànP) è una stazione della linea 1 della metropolitana di Pechino.

## Storia
Il 1° luglio 1965, nei pressi della stazione di Yuquanlu, si tenne una cerimonia di inaugurazione per l'inizio del lavori di costruzione della prima metropolitana di Pechino, a cui presenziarono diversi leader nazionali tra cui Zhu De, Deng Xiaoping e l'allora sindaco di Pechino Peng Zhen.
Il 15 gennaio 1971 aprì al pubblico la prima fase della metropolitana di Pechino, nella tratta tra la stazione di Gongzhufen e la stazione ferroviaria di Pechino centrale (oggi parte della linea 2). Il 5 agosto successivo la linea venne estesa fino a Yuquanlu, che all'epoca rappresentava il capolinea occidentale della linea.

## Posizione
La stazione di Yuquanlu è situata all'incrocio tra Shijingshan Road, Fuxing Road e Yuquan Road, al confine tra i distretti di Haidian (quartiere Yongding Road) e Shijingshan, nei quartieri Yongding Road, Babaoshan e Laoshan, nel versante ovest della città di Pechino. La stazione si sviluppa perpendicolarmente a Yuquan Road e, nei dintorni si trova l'Università dell'accademia cinese delle scienze e il parco internazionale delle sculture di Pechino. 

## Struttura e impianti
La stazione di Yuquanlu è organizzata in tre piani, uno sul livello stradale e due sotterranei. Il piano superficiale ha esclusivamente la funzione di accesso alla stazione, mentre al primo piano interrato è stato costruito l'atrio con le biglietterie automatiche e il punto informazioni. Il secondo piano interrato è destinato alle banchine, organizzate secondo una struttura a isola.
La stazione dispone di 8 ingressi, indicati con le lettere A1, A2, B1, B2, C1, C2, D1 e D2. Gli accessi A1—A2 e D1—D2 conducono i passeggeri all'atrio occidentale, mentre i restanti quattro a quello orientale. Entrambi gli atrii conducono alla banchina centrale.

## Servizi
La stazione dispone di:
- Accessibilità per portatori di handicap (montascale solo ingresso A1)
- Emettitrice automatica biglietti
- Servizi igienici
- Sportello automatico
- Stazione video sorvegliata
- Ufficio polizia

### Orari
Il primo treno lascia la stazione di Yuquanlu in direzione Universal Resort tutti i giorni alle 5:06, mentre l'ultimo che effettua tutta la tratta parte alle 22:59. Alcuni treni effettuano solo una parte della tratta della linea 1 − Batong, fermando alla stazione di Sihuidong, con l'ultimo treno che effettua servizio alle 23:41.
In direzione opposta, verso Gucheng, il primo treno effettua servizio alle 5:25 mentre l'ultimo alle 00:12.

## Interscambi
- Fermata autobus